# Нарцисс (фотоаппарат)
«Нарци́сс» — микроформатный однообъективный зеркальный фотоаппарат со сменными объективами, производившийся Красногорским механическим заводом в 1961—1965 годах. Всего выпущено 10 939 штук.

## Историческая справка
«Нарцисс» первоначально предназначался для использования в медицинской и научной аппаратуре. Он стал первым в мире системным однообъективным зеркальным фотоаппаратом миниатюрного формата на 16-мм неперфорированной плёнке. Компоновочные и конструкторские решения, применённые в «Нарциссе», характерны для выпускавшихся в то же время камер «Старт»: металлический корпус, матерчатый фокальный затвор, курковый взвод, невозвратное зеркало, визирование и фокусировка по матовому стеклу через съёмную пентапризму.
В 1960-е годы в мире росла популярность миниатюрных фотоаппаратов. Были даже прогнозы, что к концу 1970-х годов любительская фотография в основном перейдёт на плёнку шириной 16 мм. В русле этой моды «Нарцисс» был выпущен на потребительский рынок. В СССР «Нарцисс» не пользовался большим спросом, так как 16-мм неперфорированная плёнка была в дефиците, сменных объективов к «Нарциссу» в продаже практически не было, а качество изображения на кадре 14×21 мм было существенно хуже, чем у 35-мм аппаратов. При этом «Нарцисс» стоил 85 рублей — дороже, чем массовый 35-мм «Зенит-3М». Бо́льшая часть выпущенных «Нарциссов» поступила на экспорт. В настоящее время эти камеры, а особенно сменные объективы к ним, являются предметом коллекционирования.

## Технические характеристики

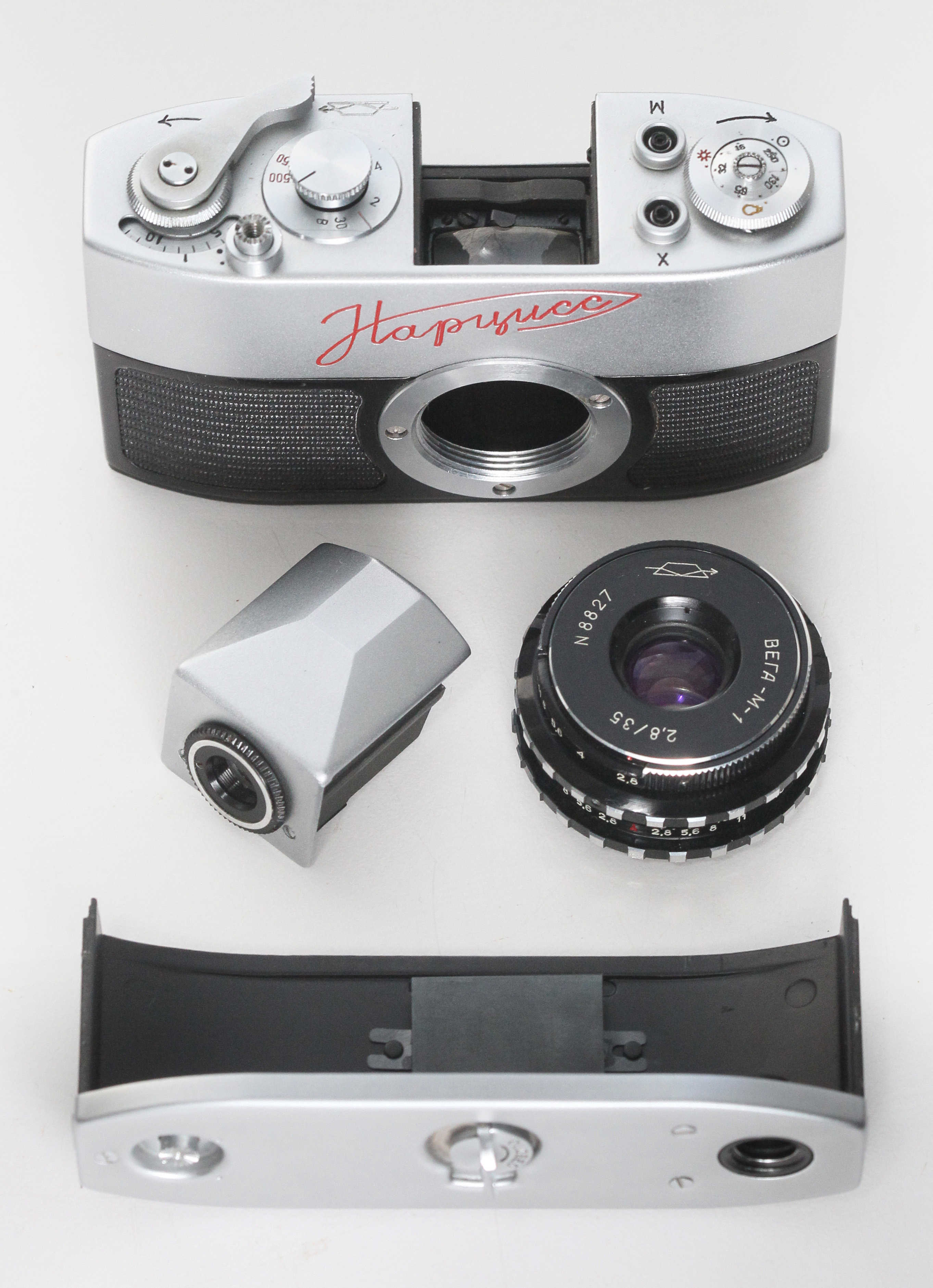
«Нарцисс» в разобранном виде

- Тип применяемого фотоматериала — неперфорированная фотоплёнка шириной 16 мм в оригинальных кассетах. При полностью заряженной кассете (0,95 м) количество снимков — 24.
- Размер кадра — 14×21 мм.
- Тип затвора — механический, шторно-щелевой с горизонтальным движением матерчатых шторок. Выдержки затвора — от 1/2 до 1/500 с (автоматические) и «B» (от руки).
- Крепление объектива — резьба M24×1, рабочий отрезок — 28,8 мм. К фотоаппарату прилагалось переходное кольцо, позволявшее применять объективы с резьбовым креплением М39×1 и рабочим отрезком 45,2 мм (от фотоаппаратов «Зенит»).
- Размер поля изображения видоискателя — 12×19 мм (78 % площади; 86 % и 90 % — по сторонам).
- Тип фокусировочного экрана — матовое стекло.
- Окуляр видоискателя — с увеличением 6,5×, имеет диоптрийную поправку для настройки по зрению.
- Резьба штативного гнезда — 3/8"
- Основные объективы — «Индустар-60» 2,8/35 мм или «Вега М-1» 2,8/35 мм[4]. Специально для этой камеры были также разработаны сменные объективы: «Мир-5» 2/28 мм, «Мир-6» 2,8/28 мм (оба серийно не выпускались), «Юпитер-17» 2/50 мм.